# Беј Хил (Флорида)
Беј Хил (енгл. Bay Hill) насељено је место без административног статуса у америчкој савезној држави Флорида.

## Демографија
По попису из 2010. године број становника је 4.884, што је 293 (-5,7%) становника мање него 2000. године.
| Група             | 2000.         | 2010.         |
| Белци             | 4.162 (80,4%) | 3.778 (77,4%) |
| Афроамериканци    | 118 (2,3%)    | 112 (2,3%)    |
| Азијати           | 493 (9,5%)    | 460 (9,4%)    |
| Хиспаноамериканци | 295 (5,7%)    | 455 (9,3%)    |
| Укупно            | 5.177         | 4.884         |